# Sette di Gottinga

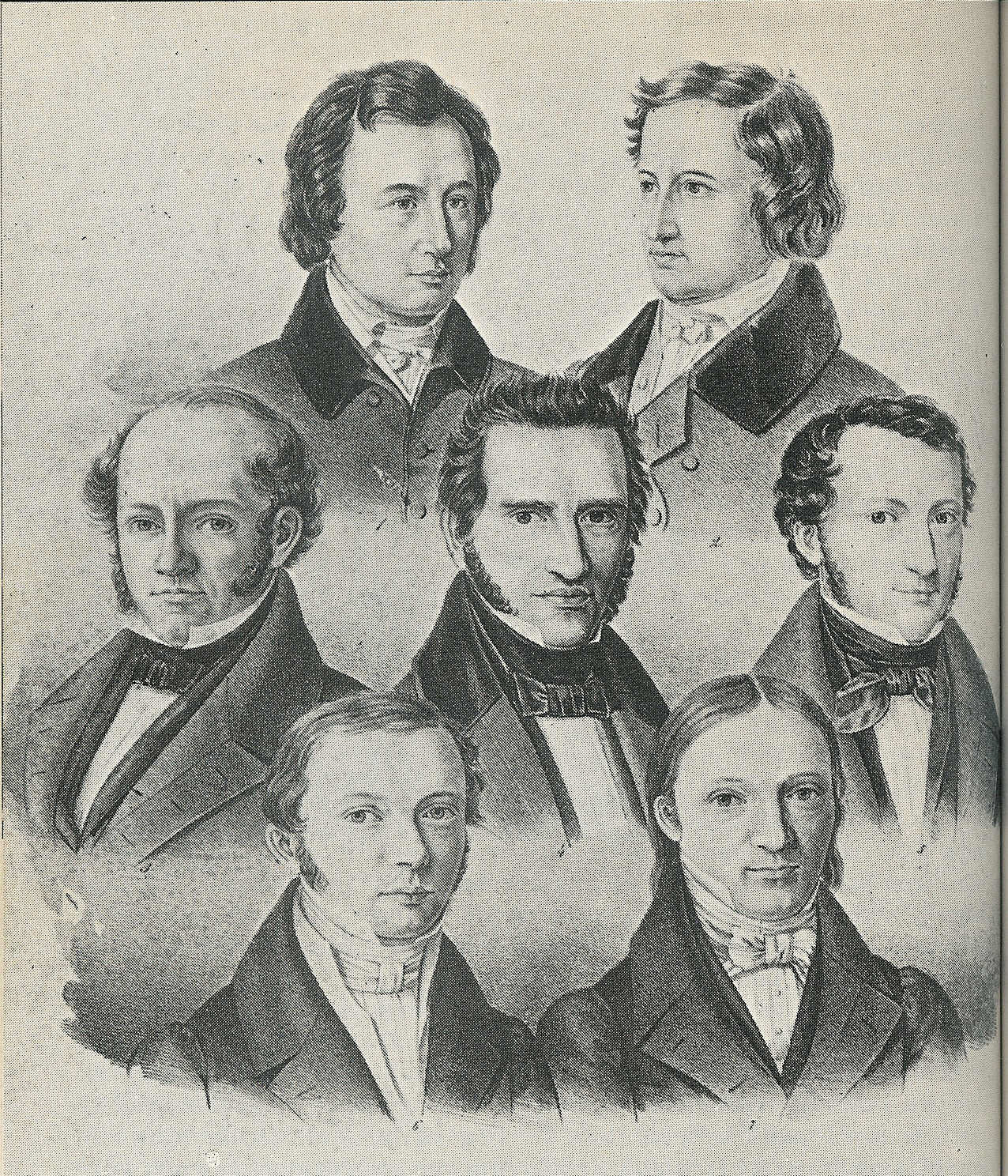
I Sette di Gottinga. Nella fila in alto: Wilhelm Grimm, Jacob Grimm. Nel mezzo: Wilhelm Eduard Albrecht, Friedrich Christoph Dahlmann, Georg Gottfried Gervinus. In basso: Wilhelm Eduard Weber, Heinrich Georg August Ewald.

I Sette di Gottinga (in tedesco: Göttinger Sieben) furono un gruppo di sette professori dell'Università di Gottinga, in Germania. Nel 1837 i sette protestarono contro l'abolizione o l'alterazione della costituzione del Regno di Hannover per mano di Ernesto Augusto e si rifiutarono di giurare al nuovo sovrano. Il gruppo era guidato da Friedrich Christoph Dahlmann, che fu uno dei principali sostenitori della mozione. Gli altri sei erano i fratelli Wilhelm e Jacob Grimm (scrittori di fama nell'ambito della favolistica), il giurista Wilhelm Eduard Albrecht, lo storico Georg Gottfried Gervinus, il fisico Wilhelm Eduard Weber e l'orientalista Heinrich Georg August Ewald.

## Contesto storico
La costituzione a cui Ernesto Augusto poi si oppose era entrata in vigore nel 1833, quando ancora il re era erede presunto al trono hannoveriano. Lo storico e politico Friedrich Christoph Dahlmann, che poi contestò i piani di Ernesto Augusto per cambiare la costituzione a suo piacimento, era un rappresentante dell'Università di Gottinga nella seconda camera di corte.

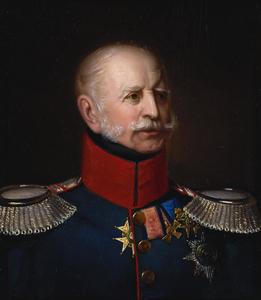
Ernesto Augusto, re di Hannover.

La morte di re Guglielmo IV il 20 giugno 1837 aveva avuto un grande impatto sulla posizione politica dell'Hannover, nelle sue relazioni esterne e nell'unione con la Confederazione Germanica. Con la morte di Guglielmo, finì inoltre l'unione personale tra Hannover e Regno Unito e pertanto il fratello di Guglielmo, Ernesto Augusto, venne proposto come nuovo sovrano nell'Hannover dove non poteva per costituzione salire al trono una regina (nel Regno Unito il trono passò alla regina Vittoria).
Ad un mese dalla sua ascesa al trono, re Ernesto Augusto iniziò le sue modifiche alla costituzione. Egli stabilì che egli non dovesse esservi strettamente legato e che essa non fosse promulgata senza il suo consenso. Dichiarò più volte che i suoi intenti di modifica erano positivi e propositivi nei confronti del suo popolo e che avrebbero rafforzato la figura del sovrano per meglio reggere un compito non semplice.
Al sentire di queste posizioni, Dahlmann tentò di persuadere i suoi colleghi del senato dell'Università di Gottinga a disapprovare l'intento del re di cambiare la costituzione attraverso delle azioni concrete. Più di 40 suoi colleghi si rifiutarono di appoggiare Dahlmann perché sapevano che questo avrebbe portato conflitti pubblici, al loro licenziamento e probabilmente avrebbe anche rovinato l'anniversario dei 100 anni di fondazione dell'ateneo.

## Proteste e conseguenze

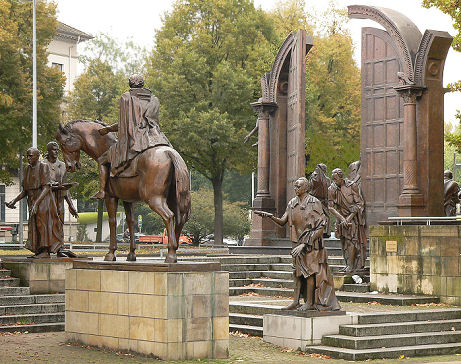
Le statue di bronzo dei sette di Gottinga presso la sede del parlamento federale dell'Hannover.

Il 1º novembre di quello stesso anno, Ernesto Augusto annullò definitivamente la costituzione. Questa mossa venne accolta con moltissime critiche da parte degli stati tedeschi. La mossa, inoltre, provocò direttamente Dahlmann che si appellò all'università e compose una protesta contro le decisioni del sovrano. Questa volta ricevette una risposta migliore e sei altri professori lo seguirono. Questi sei, più Dahlmann, diverranno appunto noti come i Sette di Gottinga. Il documento di protesta di Dahlmann fu pubblicato il 18 novembre successivo ed ebbe un'influenza esplosiva, con centinaia di studenti che ne approvarono le idee, mentre a migliaia di copie furono disseminate in tutta la Germania.
L'impatto della protesta costrinse il re a prendere delle decisioni e i sette professori furono convocati dal tribunale dell'università il 4 dicembre di quell'anno. Dieci giorni dopo, i sette furono dimessi dai loro incarichi e a tre di loro, Dahlmann, Jacob Grimm e Gervinus, furono concessi tre giorni di tempo per lasciare il paese. Malgrado questo l'ambiente universitario di Gottinga risentì 
profondamente di queste perdite.
Anche se gli effetti della protesta si dimostrarono limitati, il sentimento comune e l'interesse dei giornali in Germania ed in Europa fu sempre molto alto sulla questione, e i sette divennero molto popolari al pubblico in generale. Lo spirito liberale col quale i sette compirono le loro azioni per ribellarsi ad un'ingiustizia soverchiante dello stato, fu uno degli spiriti che alimentò la costituzione poi della repubblica tedesca ad inizio Novecento.